# Michael Schley
Michael Schley (* 31. Dezember 1974 in Neunkirchen/Saar) ist ein deutscher Politiker (CDU).

## Bildung
Er besuchte das Krebsberg-Gymnasium im saarländischen Neunkirchen und studierte nach dem Abitur Rechtswissenschaften in Saarbrücken und Exeter. Im Anschluss an sein Rechtsreferendariat war er am saarländischen Umweltministerium tätig, zuletzt als persönlicher Referent von Stefan Mörsdorf. Von 1994 bis 2000 war Schley außerdem freier Mitarbeiter der Saarbrücker Zeitung.

## Politik
Im Jahr 1989 trat Michael Schley der Jungen Union bei. Am 25. April 2007 wurde er als Abgeordneter des saarländischen Landtags verpflichtet. Er rückte für den ausgeschiedenen Alfons Vogtel nach, wurde aber bei der Landtagswahl 2009 von seiner Partei nicht mehr berücksichtigt und schied somit aus dem saarländischen Landtag aus. Im Landtag war Schley Mitglied im Rechts-, Umwelt- und Gesundheitsausschuss sowie in der Enquêtekommission „Demografischer Wandel“. 
Die Vertreterversammlung der CDU Neunkirchen wählte ihn 2009 mit einer Zustimmung von 95 Prozent zu ihrem OB-Kandidaten. Er trat somit bei der Oberbürgermeisterwahl am 7. Juni 2009 als Kandidat für die Union an. Die Wahl gewann der Neunkircher Bürgermeister Jürgen Fried (SPD) mit einem Stimmenanteil von 64 Prozent.

## Privates
Schley ist der Sohn des ehemaligen Fußballspielers Gerd Schley und einer Pfarr- und Dekanatssekretärin.
| Personendaten    | Personendaten                  |
| ---------------- | ------------------------------ |
| NAME             | Schley, Michael                |
| KURZBESCHREIBUNG | deutscher Politiker (CDU), MdL |
| GEBURTSDATUM     | 31. Dezember 1974              |
| GEBURTSORT       | Neunkirchen/Saar               |